# 朱利安·施米茨
朱利安·施米茨（英語：Julian Schmitz，1881年9月15日—1943年7月5日），美国男子竞技体操运动员。他曾获得1904年夏季奥运会体操比赛男子团体全能银牌。他也参加了另外三个个人小项，最好名次是第32名。